# Michele Lizzi
(Michele Lizzi)
Michele Lizzi (Agrigento, 5 settembre 1915 – Messina, 31 marzo 1972) è stato un pianista, compositore e direttore d'orchestra italiano.
Considerato tra i più grandi compositori siciliani, Lizzi ha ricoperto l'incarico di vicedirettore del Conservatorio Vincenzo Bellini di Palermo e del Conservatorio di San Pietro a Majella di Napoli.  
Tra le sue composizioni principali si annoverano le opere: Pantea, dall’omonima protagonista discepola del filosofo agrigentino Empedocle, L’amore di Galatea, su libretto di Salvatore Quasimodo, e La sagra del Signore della Nave, trasposizione musicale da un atto unico di Luigi Pirandello.

## Biografia
(Michele Lizzi alla prima di "Pantea")

### Origini familiari
I genitori di Michele Lizzi, Virgilio e la moglie Maria, erano cugini, in quanto figli di fratelli, e appartenevano a un'illustre famiglia di musicisti, originaria di Troia in Puglia.   
Virgilio aveva studiato a Roma violino con Tito Monachesi e clarinetto con Aurelio Magnani. Dopo il diploma, conseguito nel 1912, vinse il concorso per Ufficiale Maresciallo Direttore ad Agrigento dove, con il grado di maresciallo, diresse la Banda del V Reggimento di Fanteria.  
Presa in moglie la cugina Maria Lizzi, entrò in contatto con i più importanti musicisti cittadini, Lauria e Balletti, succedendo a quest’ultimo nel 1930 come direttore della Banda Municipale. La sua mansione gli valse notevoli riconoscimenti, tra cui il "Premio Salzano" nel 1928, il "Risveglio Bandistico" nel 1946, il "Premio Fondazione Vessella" nel 1948 ed il premio "Filarmonica Borgononi", diversi anni più tardi, nel 1963.

### Infanzia e adolescenza
Michele Lizzi nacque nell'allora Girgenti, in una villetta che guardava alla Valle dei Templi, il 5 settembre 1915. Secondo di quattro figli, il padre inizialmente non auspicò che Michele intraprendesse la sua carriera, reputata poco redditizia. Tuttavia, la passione innata dell'infante lo spinse a perseguire il suo sogno con determinazione, fino ad affermarsi come un talento di spicco nel panorama musicale.  
Da bambino, Michele accompagnava spesso il padre durante le sue esibizioni ed assisteva di frequente alle lezioni di pianoforte che questi impartiva. Già a tre anni egli lo portava sulle sue ginocchia, facendogli suonare semplici motivetti. 
All'età di sei anni fu iscritto all'istituto Granata, in via Orfane, scuola privata gestita dalle suore di Sant'Anna. A partire dalla seconda elementare, il genitore cominciò impartirgli lezioni private, consentendogli di padroneggiare abilmente il pianoforte]già all'età di dodici anni.   
Composta nello stesso periodo una prima composizione, la sottopose al giudizio dello zio Amedeo, il quale gli consigliò di proseguire la carriera musicale e di iscriversi in futuro ad istituti rinomati.  
Terminati gli studi inferiori, frequentò l'Istituto Tecnico "Nicolò Gallo" di Agrigento, dove non mostrò particolare propensione verso lo studio, conseguendo comunque il diploma di ragioneria nel 1927.

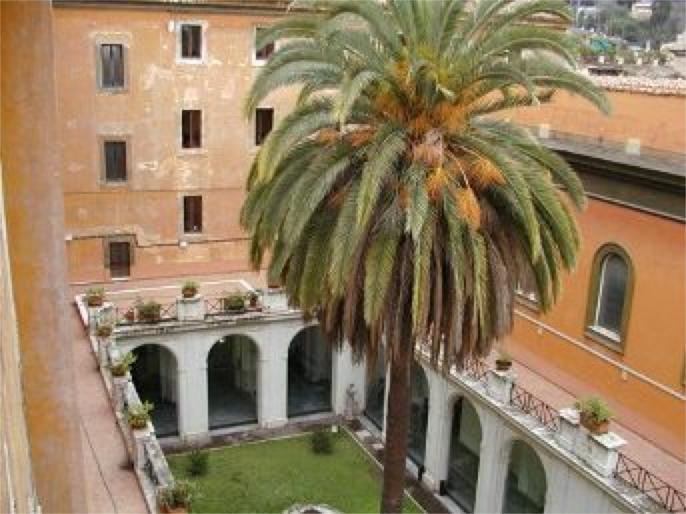
Il conservatorio Santa Cecilia a Roma, dove Lizzi ebbe modo di formarsi

### Gli studi romani
Lizzi si trasferì quindi a Roma, frequentando il Conservatorio Santa Cecilia dove avevano già studiato lo zio Achille ed il padre. Qui ebbe come maestri Tito Aprea al pianoforte, mentre come insegnante di composizione Mario Pilati. 

#### Ildebrando Pizzetti

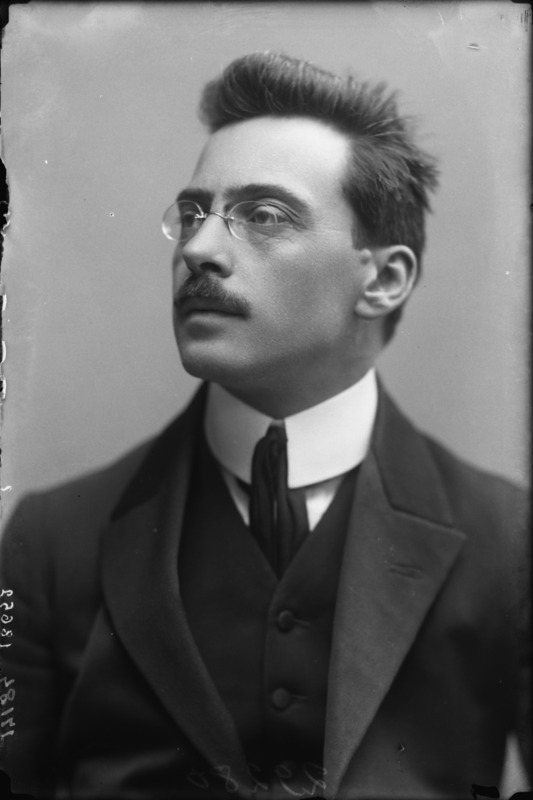
Ildebrando Pizzetti, mentore di Lizzi, fotografato da Mario Nunes Vais

Fondamentale nella carriera di Lizzi fu anche l'incontro con Ildebrando Pizzetti, il quale si affezionò molto a Lizzi, tanto da esortarlo eccezionalmente a seguire i suoi corsi di perfezionamento che teneva presso l'Accademia "Santa Cecilia". 
Pizzetti, un uomo di grande cultura, scriveva personalmente i propri libretti, spesso ispirandosi a opere di Gabriele D'Annunzio, e attribuiva grande importanza al coro, influenzato dalla tradizione greca. Altre delle sue opere riflettevano invece la sua profonda fede cattolica, ispirata al Motu proprio di papa Pio X. 
Michele Lizzi, pertanto, risentì profondamente degli insegnamenti del suo maestro.

### Ad Agrigento

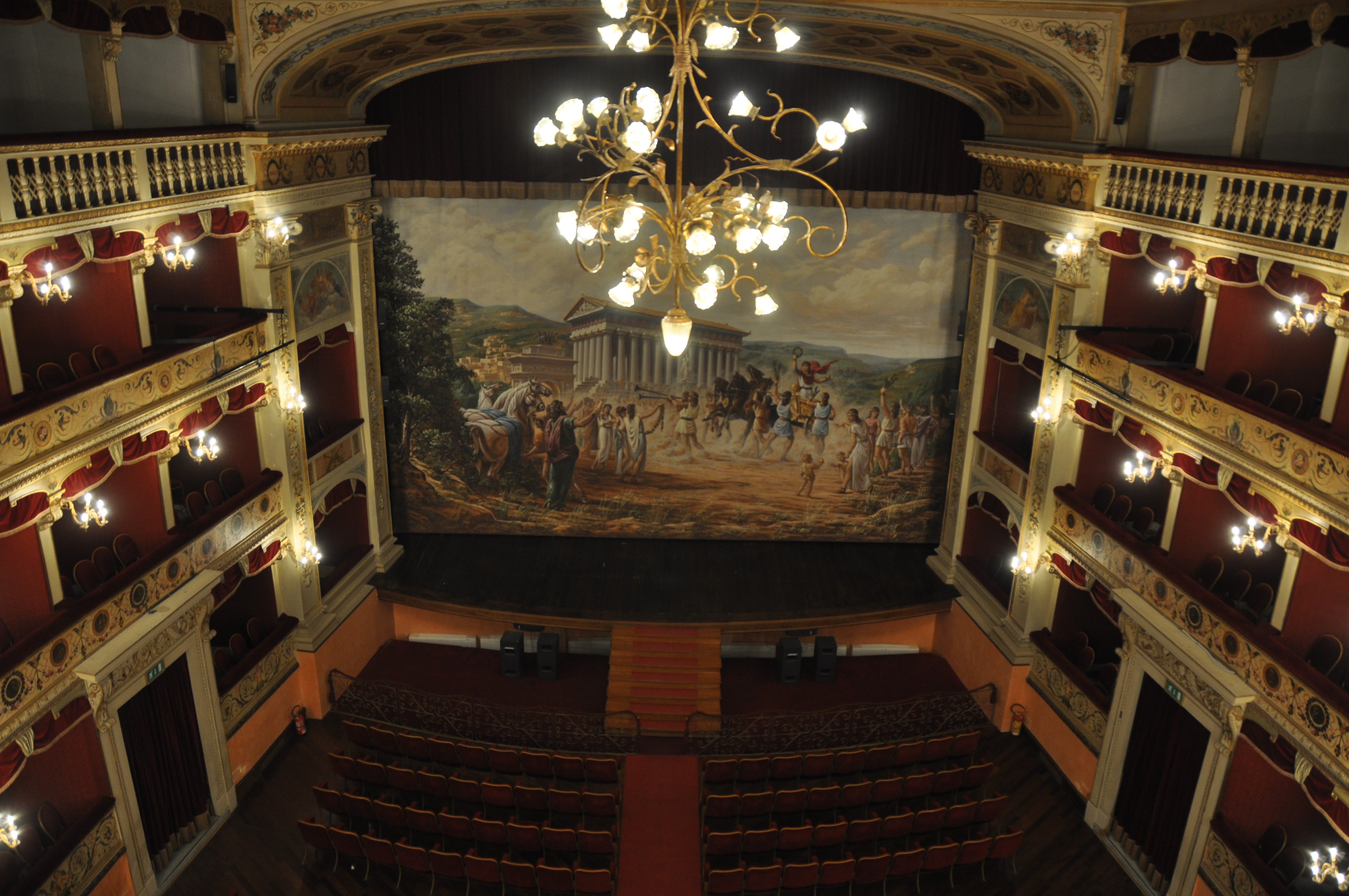
Il teatro comunale di Agrigento, oggi intitolato a Luigi Pirandello

Terminati gli studi musicali, Lizzi fece ritorno ad Agrigento, come era stata denominata Girgenti nel 1927, dove insegnò dal 1937 agli anni '50 presso l'allora Istituto Magistrale "Raffaello Politi"; nel frattempo, conseguì un diploma in strumentazione per banda presso il Conservatorio "Vincenzo Bellini" di Palermo, come del resto il padre e lo zio, ed in seguito anche la "Licenza di Organo Principale" nello stesso conservatorio. 

#### Il teatro "Regina Margherita" di Agrigento
Per festeggiare il primo premio ai "Littorali della cultura e dell'arte" di Bologna, il 18 maggio 1940 Lizzi organizzò un concerto da lui diretto, presso il teatro della sua città, con la partecipazione del Gruppo Universitario fascista e dell'opera Nazionale del Dopolavoro. Il concerto, eseguito dall'orchestra del Teatro Massimo di Palermo, comprendeva tutti brani di sua composizione e vide la partecipazione, ad esempio, del mezzosoprano Irma Colasanti, del tenore Augusto Ferrauto e del violinista Giuseppe Di Janni. 
Nello stesso anno fu nominato titolare di cattedra presso l'allora Istituto Magistrale in cui insegnava. Gli alunni ne ricordano il particolare trasporto durante le lezioni.

#### Napoli e Palermo

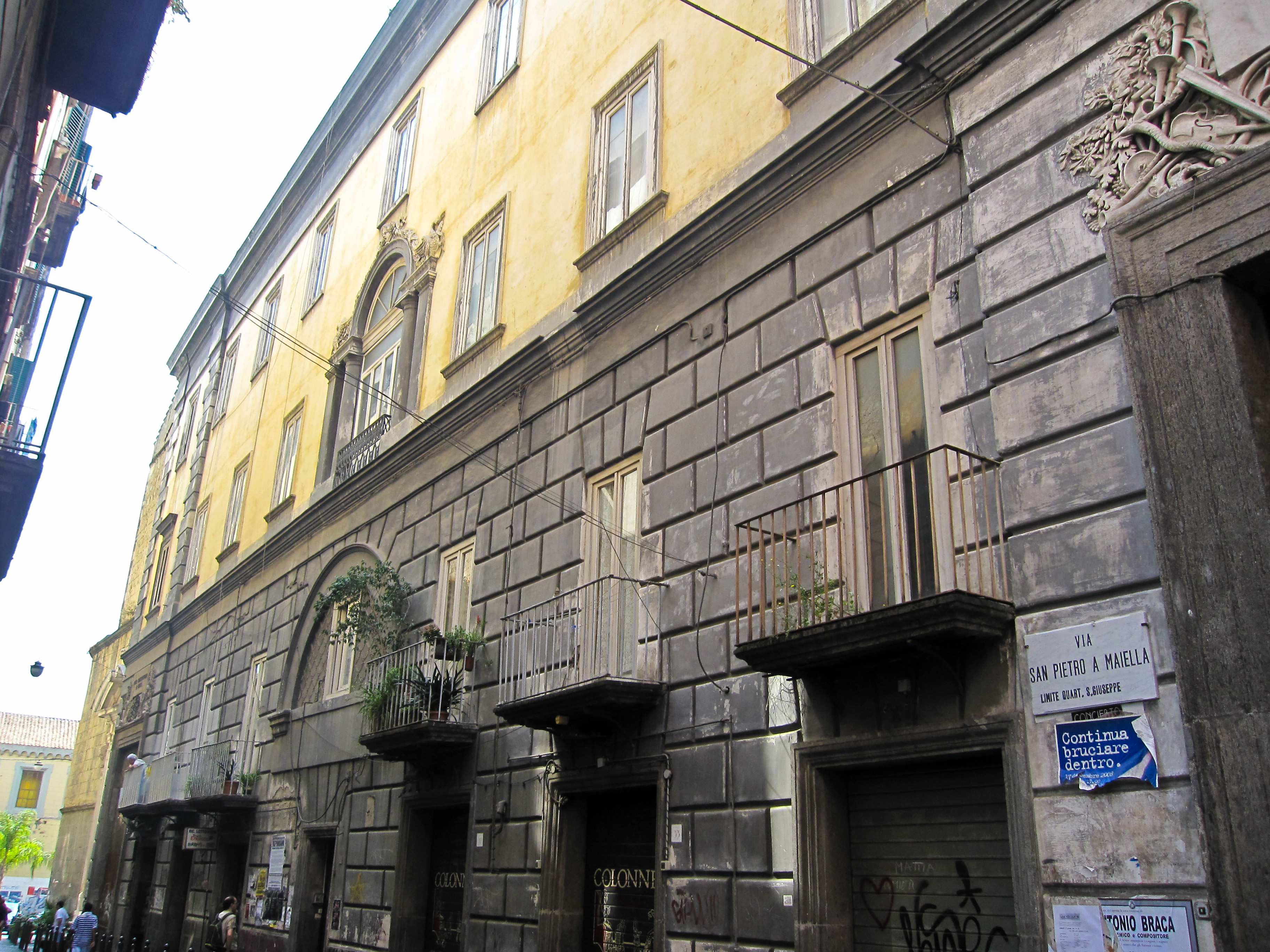
Il palazzo del Conservatorio di San Pietro a Majella, presso Napoli, di cui Lizzi fu vicedirettore

Lizzi ormai cominciava a riscuotere grande successo di critica, e cominciava a voler ampliare i suoi orizzonti. Nel 1955, la sua Pantea gli meritò il Premio "Euterpe" al Concorso delle Nove Muse, indetto a Napoli. Contestualmente, venne nominato professore presso il Conservatorio di San Pietro a Majella sito proprio a Napoli, di cui in seguito diventò anche vicedirettore restandovi per circa cinque anni. 
Pantea fu eseguita in prima assoluta al Teatro Massimo di Palermo il 14 aprile 1956. Lizzi, tuttavia, restò deluso che la sua opera non venisse mai eseguita ad Agrigento; il 14 febbraio 1960, venne dunque nominato cittadino benemerito proprio di Agrigento.  
Ancora nel 1960 ottenne il trasferimento presso il Conservatorio "Vincenzo Bellini" di Palermo. Molti furono, per Lizzi, gli stimoli che la città gli offriva: in poco più di un decennio, scrisse le opere "L'amore di Galatea", rappresentata il 12 marzo 1964, e "La sagra del Signore della Nave", eseguita per la prima volta il 12 marzo 1971. 
Una quarta opera lirica, basata sui fioretti di san Francesco, rimase incompiuta a causa della sua scomparsa.

### Morte
La diagnosi della cirrosi epatica fu ulteriormente acuita dagli sforzi sostenuti per la rappresentazione de "La sagra del Signore della Nave", oltre ai continui viaggi che sosteneva, da Palermo, per visitare ogni domenica i genitori a Messina. 
Il mattino del 31 marzo 1972, un venerdì santo, all'età di cinquantasette anni, Lizzi morì nel corso di un intervento chirurgico a cui si era sottoposto ricoverato in una clinica di Messina. Negli ultimi mesi, stava stringendo accordi con l'Opera di Stoccolma.
Del recupero di Lizzi, agrigentino per molto tempo dimenticato, si sono occupati, negli anni, autorevoli figure di studiosi come Gaspare Agnello, Angela Bellia, Rita Capodicasa, Lilia Cavaleri ed altri ancora.

## Opere
La produzione lizziana, eseguita soltanto limitatamente, è vasta e comprende composizioni teatrali e sinfoniche, polifoniche, da camera e per pianoforte. La maggior parte dei manoscritti è rimasta alla famiglia, sebbene alcuni di essi si trovino presso il Conservatorio "Alessandro Scarlatti" a Palermo, in seguito a una donazione compiuta dal padre Virgilio, il 20 dicembre 1972, dopo la morte del figlio.
Quindi Michele Lizzi, accolto in via eccezionale come discepolo di Ildebrando Pizzetti, si inserì nel solco della tradizione del maestro: essendo però anche un profondo conoscitore della tradizione classica, risentì molto dell'influenza del mondo greco. Valente pianista, ma anche straordinario organista, scrisse composizioni da camera su poesie di autori celebri quali Dante, Guido Cavalcanti, Carducci e Pascoli. 
Si può notare come Lizzi fu particolarmente prolifico tra il 1937 e il 1950, periodo coincidente con il suo insegnamento ad Agrigento. 

### Elenco delle opere
Opere liriche 
- Pantea, dramma lirico in tre atti su libretto di Gerlando Lentini. Vincitore del Premio "Euterpe", Napoli, il 14 aprile 1955
- L'amore di Galatea, dramma lirico in tre atti su libretto di Salvatore Quasimodo (Palermo, Teatro Massimo, 12 marzo 1964)
- La sagra del Signore della Nave, atto unico su libretto di Luigi Pirandello con le scene di Renato Guttuso (Palermo, Teatro Massimo, 12 marzo 1971)

 Musica sinfonica 
- La pioggia nel Pineto, poemetto sinfonico per orchestra, dall'omonimo componimento di Gabriele D'Annunzio
- Settembre in Val d'Akragas, composizione sinfonica, vincitrice del Premio "Città di Trieste" nel 1968
- Inno a Venere, per voce e orchestra
- Cinque musiche per Teano, poemetto per voce recitante ed orchestra che gli varrà il premio "Alessandro Scarlatti" nel 1942:

1. La morte della fanciulla
2. Danza Funebre
3. I secoli
4. La profanazione del Sepolcro
5. Invocazione espiatoria

- Notturno e danza dei fauni, poema sinfonico rimasto ineseguito

 Musica da camera 
- Marcia burlesca, per orchestra
- Introduzione, variazione e finale, per orchestra d'archi. Prima classificata ai "Littorali della cultura e dell'arte" tenutisi a Bologna nel 1940.
- Notturno e danza dei fauni, per orchestra, 1971
- Cantico augurale, per coro polifonico e orchestra, 1946
- Inesorabil Tanato, per coro e orchestra
- La leggenda di Malaspina, per voce di baritono e orchestra, 1951
- Sonata in do, per violino e pianoforte, 1940

 Musica pianistica 
- Sonata in la, dedicata all'amica Gigliola Rizzuto, 1955
- Minuetto delle Quarte, 1938
- Il piffero magico, fiaba per pianoforte
- Umoresca
- Trastulli infantili
- Marionette
- Armonie di Sant'Erasmo
- Il pianto di Sabina
- Danza funebre
- Viaggio sul Reno
- Marcia eroica
- Sonatina in fa
- Ninna nanna, per voce e pianoforte, da Giovanni Pontano

 Musica per organo 
- Allegro
- Motivetto a tre voci

 Musica vocale 
- Dittico, per voce e orchestra, 1938
- Venere e le rose, per voce e pianoforte, tratta da Giovanni Pontano
- Ninna nanna, per voce e pianoforte, tratta da Giovanni Pontano
- Ad te levavi animam meam, mottetto cinque voci, vincitore del premio indetto dall'Unione Cattolica Artisti Italiani o U.C.A.I., 1946
- Invocazione di Sabina, per voce e pianoforte
- Vergine Madre, Figlia del tuo Figlio, per voce e pianoforte, da Dante Alighieri, 1946
- Madrigale, lirica per voce e pianoforte, da Francesco Petrarca
- La sabbia del tempo, lirica per voce e pianoforte, da Gabriele D'Annunzio, 1937
- Implorazione, lirica per voce e pianoforte, 1944
- Pianto antico, per voce e pianoforte, da Giosuè Carducci, 1939
- Giorni tristi in Granata, per voce e pianoforte, da Federico García Lorca
- Madrigale, lirica per voce e pianoforte, da Guido Cavalcanti
- Nenia per addormire Lucietta, per voce, da Giovanni Pontano, 1938
- Vigiak, lirica per voce e pianoforte, da una canzone popolare armena, 1944
- Canzone folkloristica siciliana, vincitrice del premio "Città di Agrigento", 1937
- Canzone folkloristica siciliana, vincitrice del premio "Città di Agrigento", 1938
- Pesca notturna, lirica siciliana, 1939
- Una lucciola, lirica siciliana, 1939
- Sicilia
- Quadriglia, lirica siciliana, 1939
- Mamma, meditazione per voce e pianoforte
- Inno per il Movimento Federalista Europeo
- Lauda a Santa Rita, per voce ed organo

### La sabbia del tempo
(Gabriele D'Annunzio, "La sabbia del tempo")
Derivata da un'omonima composizione di Gabriele D'Annunzio, è una lirica per canto e pianoforte composta nel 1937. Venne eseguita dal tenore Augusto Ferrauto nel concerto, già accennato in precedenza, che Lizzi diresse il 18 maggio 1940 presso il teatro comunale di Agrigento in occasione della vittoria ai Littoriali di quell'anno.

### Cinque musiche per Teano
(Epigrafe a Teano, rinvenuta nel 1881 alla Valle dei Templi)
Tale composizione fu eseguita, oltre che nel concerto del 1940, anche il 20 marzo 1956 nel Conservatorio di Napoli, presso il quale Lizzi allora insegnava. Quest'opera, invece, è incentrata sulla figura della giovane akragantina Teano, morta appena diciannovenne intorno al 400 a.C. Il libretto venne scritto dall'agrigentino Francesco Macaluso; l'opera è divisa in cinque parti e meritò a Lizzi il premio "Alessandro Scarlatti" nel 1942.

### Settembre in Val d'Akragas
(Vito Levi, su "Il Piccolo" di Trieste.)
Molto simile a Teano per i temi trattati, è un nostalgico ricordo della propria terra, di cui vengono enfatizzate le radici mitiche ed elleniche.
L'opera è una sinfonia in tre tempi: arioso, quasi danza lenta e leggermente mosso. Meritò al compositore agrigentino la vittoria alla settima edizione del "Premio Città di Trieste", cui parteciparono 108 compositori a livello internazionale; il secondo premio fu assegnato ad un concerto per violoncello ed orchestra del tedesco Wladimir Vogt, il terzo ad una Simphonette composta dal bulgaro Iossifov.
La prima esecuzione fu effettuata proprio al Teatro "Giuseppe Verdi" di Trieste l'11 ottobre 1968 con l'orchestra diretta dal maestro Maurizio Arena.

### Pantea
(Diogene Laerzio, “Vite dei filosofi”)
Pantea è un dramma di tre atti su libretto del poeta agrigentino Gerlando Lentini. 
L'opera, ambientata nell'antica Akragas, ha come protagonista la fanciulla Pantea, discepola del filosofo Empedocle e da cui è salvata dopo essere discesa negli Inferi.
Il dramma guadagnò fama nel 1955, con la vittoria nel “Premio Euterpe” indetto dal Comune di Napoli in occasione del Concorso delle Nove Muse.
La prima rappresentazione avvenne il 15 aprile 1956, presso il Teatro Massimo di Palermo.  

### L'amore di Galatea
(Salvatore Quasimodo)
L'amore di Galatea è un'opera in tre atti su libretto di Salvatore Quasimodo.  
L'opera racconta l'amore tra la nereide Galatea ed il pastorello Aci, ostacolato dal ciclope Polifemo. 
La prima rappresentazione avvenne il 12 marzo 1964 al Teatro Massimo di Palermo.

### La sagra del Signore della Nave
La sagra del Signore della nave è un'opera in atto unico su libretto dello stesso compositore, e tratta dall'atto unico di Luigi Pirandello pubblicato nel gennaio 1916 sul mensile Noi e il mondo. 
Il titolo fa riferimento ad una celebrazione folkloristica tenutasi ad Agrigento nel corso dell'800 e nella prima metà del Novecento, cui parteciparono sia Luigi Pirandello sia lo stesso Lizzi.
L’opera fu rappresentata per la prima volta al Teatro Massimo di Palermo il 12 marzo 1971.

## Riconoscimenti
- Agrigento, la sua città natale che già il 14 febbraio 1960 lo aveva insignito dell'onorificenza di cittadino benemerito, l'11 aprile 1972[7] decise di intitolargli una villetta posta nel centrale Viale della Vittoria.

(Virgilio Lizzi, direttore di banda nonché padre di Michele)
- Il padre di Lizzi, come per ricambiare l'omaggio della città, donò nel mese di maggio 1972 i libretti d'opera ed il pianoforte del figlio al Museo Nazionale agrigentino. Questi furono esposti in una saletta prospiciente all'Auditorium dello stesso Museo, che venne di conseguenza intitolata a Lizzi.

- A Lizzi sono stati intitolati anche un istituto musicale paritario ed una via agrigentina, nella frazione di Villaggio Mosè.[8]